# Switch (BDSM)

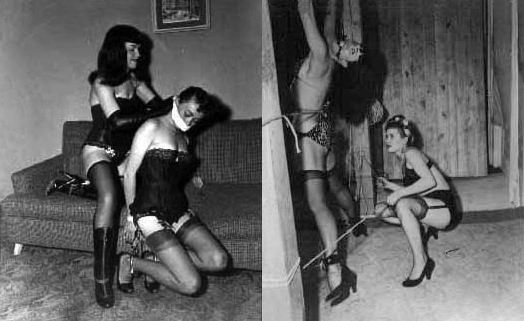
Bettie Page Klaw 1-6 collage

En las prácticas BDSM, se denomina switch o versátil a la persona que ejerce tanto roles dominantes o activos como roles sumisos o pasivos, dependiendo del momento y de la persona con la que se relaciona en esa situación.

## Generalidades
Las personas que actúan como switchs en la comunidad BDSM, aunque generalmente responden a un estímulo de la sexualidad propia o ajena a la hora de tomar uno u otro rol, no siempre permanecen en un contexto estático:
- De manera que es posible que dentro de una relación estable y durante un tiempo, una persona haga de Dominante y la otra de sumisa y, transcurrido algún tiempo, se invierta los papeles. (Olga Viñuales, 2005)

## Historia
Durante el periodo de los pioneros del BDSM, conocido como el tiempo de la Old Guard, el movimiento se negaba rotundamente a admitir a los activistas switch entre sus miembros, alegando que se traba de personas sin criterio y con un uso meramente lúdico del SM, sin el trasfondo filosófico y existencial con el que en ese momento se pretendía dotar al movimiento.
Solo posteriormente, a partir de los años 90 y con la aparición de la New Guard, los switch son admitidos como miembros plenos de la comunidad BDSM, aunque subsisten en muchas partes de la escena una cierta resistencia a considerarlos “propiamente BDSM”. En el caso de switchs que practican el sadomasoquismo, esta resistencia es menor, al igual que en el caso de los practicantes del Bondage. Donde hay más recelos por parte del bdsm tradicional es en el ámbito de las relaciones de dominación - sumisión (D/S) y específicamente entre la parte sumisa pura de la escena, que a veces no valoraba una relación con un dominante switch como plena. Esto puede tener que ver con la escala de valores identificativa de las personas que adoptan el rol sumiso.